# Okeh Records
Okeh Records é uma gravadora americana fundada pela Otto Heinemann Phonograph Corporation, um fornecedor de fonógrafos estabelecido em 1916, que se ramificou para as gravações fonográficas em 1918. Desde 1926, Okeh tem sido subsidiária da Columbia Records, agora ela própria subsidiária da Sony Music. Atualmente a Okeh é um selo da Sony Masterworks, um selo especializado da Columbia.

## História

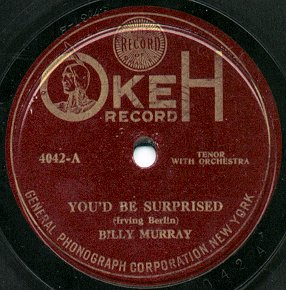
Imagem do selo da gravação de Billy Murray de 1919

A Okeh foi fundada por by Otto K. E. Heinemann, um germano-americano, gerente da marca americana Odeon Records, que era de propriedade de Carl Lindstrom. Em 1916, Heinemann incorporou a Otto Heinemann Phonograph Corporation, montou um estúdio de gravação e uma planta de prensagem em Nova Iorque, e iniciou o selo em 1918. Ele formou o nome da gravadora de suas iniciais; nas primeiras gravações, o nome é soletrado "OkeH".
Os primeiros discos eram gravados no sistema chamado de vertical cut, mas posteriormente se passou a usar o método mais comum, o lateral-cut. A companhia gravadora parente foi renomeada para General Phonograph Corporation, e o nome nos selos foram mudados para OKeh. Os discos comuns de 10 polegadas eram vendidos por 75 centavos cada, os discos de 12 polegadas por $1.25. O diretor musical da companhia era Fred Hager, que também era creditado sob o pseudônimo de  Milo Rega (seu nome do meio e seu sobrenome invertido).

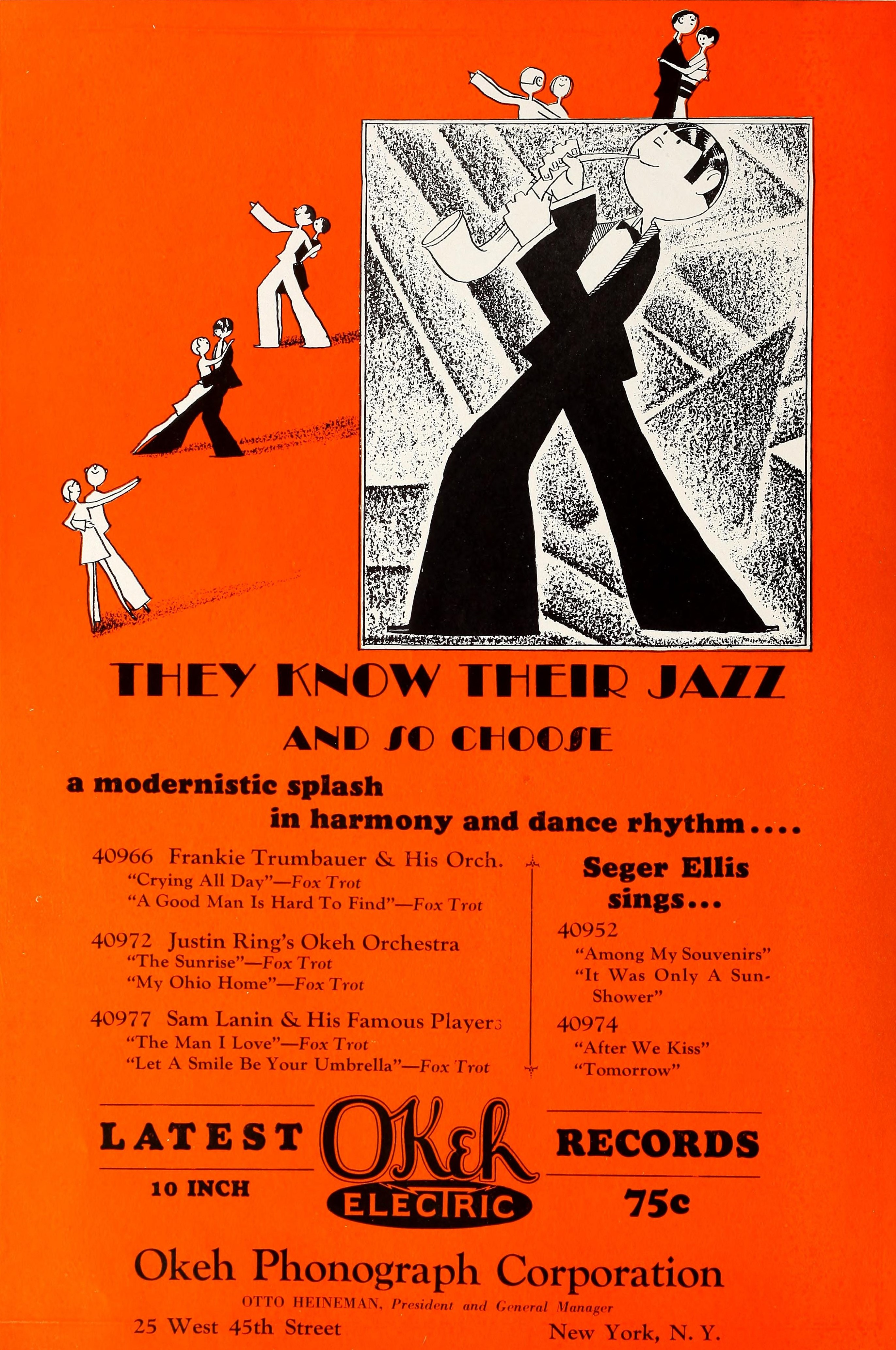
Anúncio de 1928

A Okeh lançou músicas populares, números de dança e skits de vaudeville similares a de outros selos, mas Heineman também queria prover música para as plateias negligenciadas pela maioria das gravadoras. A Okeh produziu discos em alemão, tcheco, polonês, sueco e yiddish para as comunidades de imigrantes nos Estados Unidos. Alguns eram prensados de masters de gravadoras europeias, enquanto outros eram gravados pela Okeh em Nova Iorque.
Os primeiros lançamentos da Okeh incluíam música da New Orleans Jazz Band. Em 1920, Perry Bradford encorajou Fred Hager, o diretor dos artistas e repertório (A&R), a gravar o cantor de blues Mamie Smith. As gravações eram populares e o selo lançou uma série de race records (comercializados tendo como alvo os afro-americanos) dirigidos por Clarence Williams em Nova Iorque e Richard M. Jones em Chicago. De  1921 até 1932, a série incluiu música de Williams, Lonnie Johnson, King Oliver e Louis Armstrong. Também gravando pelo selo estavam Bix Beiderbecke, Bennie Moten, Frankie Trumbauer e Eddie Lang. Como parte da Carl Lindström Company, as gravações da Okeh eram distribuídas por outras gravadoras de propriedade de Lindstrom, incluindo a Parlophone No Reino Unido.
Em 1926, a Okeh foi vendida para a Columbia Records. A propriedade foi mudada para a American Record Corporation (ARC) em 1934, e a série de discos de race records dos anos 1920 terminou. A CBS comprou a companhia em 1938. A OkeH foi um selo de rhythm and blues durante os anos 1950s mas álbuns de jazz continuaram a ser lançados, como nos trabalhos de Wild Bill Davis e  Red Saunders.

## Race records e gravações remotas

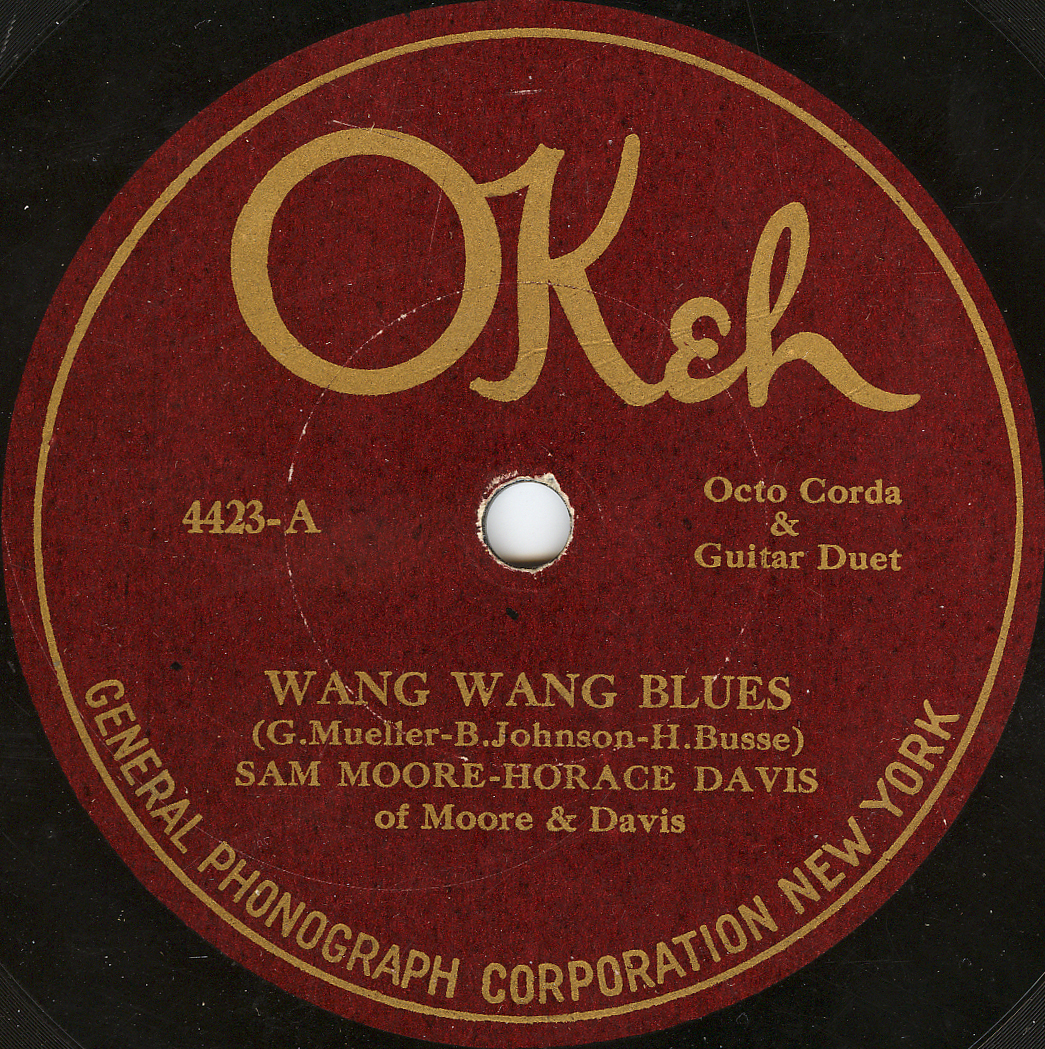
"Wang Wang Blues", 1921

A General Phonograph Corporation usou a canção popular de Mamie Smiths "Crazy Blues" para cultivar um novo mercado. Imagens de Smith e listas de seus discos foram impressos em anúncios de jornais tais como o Chicago Defender, o Atlanta Independent, o New York Colored News e outros populares entre os afro-americanos. A Okeh tinha entre seus artistas negros Sara Martin, Eva Taylor, Shelton Brooks, Esther Bigeou e a  Handy's Orchestra. A Okeh lançou a série 8000 para os race records. O sucesso desta série levou a Okeh a começar a gravar onde a música estava sendo apresentada, processo conhecido como gravação remota ou gravação em locação. Iniciando em 1924, a Okeh enviava caminhões com estúdios móveis por todo os Estados Unidos e gravava artistas que não eram conhecidos em Nova Iorque ou Chicago. Viagens regulares eram feitas uma ou duas vezes ao ano para New Orleans, Atlanta, San Antonio, St. Louis, Kansas City e Detroit.

## Cultura popular
- The Okeh Laughing Record,[7] onde se ouve um homem e uma mulher rindo incontrolavelmente enquanto um cornetista tenta tocar, foi mostrado no desenho produzido pela Walter Lantz Productions, o curta Sh-h-h-h-h-h, o último curta dirigido por Tex Avery. O disco foi gravado na Alemanha pela Beka Records em 1923 e seria relançado no Reino Unido como The Parlophone Laughing Record.[8] As risadas da gravação são da cantora de ópera Lucie Bernardo e do músico Otto Rathke, que é também quem toca a corneta na faixa.
- Jean Shepherd também usava a gravação muitas vezes como fundo musical em seu programa de rádio transmitido pela WOR.

## Ligações Externas
- Official site
- Discografia da Okeh Records no Discogs.com
- Okeh masters in the Discography of American Historical Recordings
- Okeh album discography
- Okeh Records on the Internet Archive's Great 78 Project